# Ceropachylus frizzellae
Ceropachylus frizzellae is een hooiwagen uit de familie Gonyleptidae.